# Yatye-Akpa jezici
Yatye-Akpa jezici (privatni kod: yakp), maleni ogranak idomoidskih jezika koji čine zajedno da jezicima akweya, a rašireni su u nigerijskim državama Benue i Cross River. Predstavnici su akpa ili akweya [akf] u LGA Otukpo i yace ili ekpari u Cross Riveru [ekr]

## Vanjske poveznice
- Ethnologue (14th)
- Ethnologue (15th)